# عمران رحيم
عمران رحيم (7 يناير 1983 بسيلهيت في بنغلاديش - ) (بالبنغالية: ইমরান রহিম)‏ هو لاعب كريكت بنغلاديشي.

## وصلات خارجية
- عمران رحيم على موقع إي آس بي آن كريك إنفو (الإنجليزية)